# Мэджик Сэм
Мэ́джик Сэм (англ. Magic Sam), полное имя — Сэмьюел Джин Магетт (англ. Samuel Gene Maghett; 14 февраля 1937 — 1 декабря 1969) — американский блюзовый гитарист и певец, яркий представитель современного чикагского вестсайдового блюзового звучания. Племянник блюзового харпера Шейки Джейка.
Трагически умер в 32 года от сердечного приступа, по выражению автора биографии музыканта на сайте AllMusic, «на самом краю лестницы к заслуженному звёздному статусу».
В 1982 году музыкант был включён в Зал славы блюза.

## Дискография
- См. «Magic Sam § Partial album discography» в английском разделе.